# Congregación de Santa Cruz
La Congregación de Santa Cruz (Congregatio a Sancta Cruce C.S.C.), es una congregación religiosa católica de sacerdotes y frailes fundada en Le Mans (Francia) por el beato Basile Moreau en 1837 para servir las necesidades educacionales de las personas del campo y de los más necesitados.
Fundada el 1 de marzo de 1837 en el distrito de Santa Cruz de Le Mans, de donde toma su nombre, como una asociación diocesana dedicada a la educación allí donde la diócesis se lo requiriese, se convirtió en congregación religiosa en 1840 cuando se decidió enviar a un grupo de misioneros a Argelia. El 15 de agosto de 1840 el padre Moreau y cuatro más se convirtieron en los primeros religiosos de la congregación.
Tras su primera misión en Argelia, el padre Moreau decidió llevar su trabajo a todas las partes del mundo y en la actualidad la congregación tiene universidades y escuelas en todos los continentes.  Padre Moreau dio a la Congregación su lema: Ave crux spes unica, que quiere decir "¡Ave, Cruz, nuestra única esperanza!".
En 1841 se fundarían las Hermanas de la Santa Cruz.

## Superiores Generales
1. Beato Basilio Moreau, C.S.C. (1837–1866)
2. Mons. Pierre Dufal, C.S.C. (1866–1868)
3. R.P. Edward Sorin, C.S.C. (1868–1893)
4. R.P. Gilbert Francais, C.S.C. (1893-1926?)
5. R.P James Wesley Donahue, C.S.C. (1926–1938)
6. R.P. Albert Cousineau, C.S.C. (1938–1950)
7. R.P. Christopher O'Toole, C.S.C. (1950–1962)
8. R.P. Germain-Marie Lalande, C.S.C. (1962–1974)
9. R.P. Tom Barrosse, C.S.C. (1974–1986)
10. R.P. Claude Grou, C.S.C. (1986–1998)
11. R.P. Hugh Cleary, C.S.C. (1998–2010)
12. R.P. Richard Warner, C.S.C. (2010–2016)
13. R.P. Robert Epping, C.S.C. (2016-2022)
14. Hno. Paul Bednarczyk, C.S.C. (2022-)

## Religiosos Conocidos
- San Andrés Bessette
- Mons. Marcos G. McGrath, C.S.C.
- R.P. Julius Aloysius Arthur Nieuwland, C.S.C.
- R.P. Patrick Peyton, C.S.C.
- R.P. Gerardo Whelan, C.S.C.
- Cardenal John Francis O'Hara, C.S.C., Arzobispo de la Arquidiócesis de Filadelfia

## Instituciones de la Congregación de Santa Cruz

### Educación Superior
- Universidad de Notre Dame, Notre Dame, Indiana (1842)
- Saint Mary's College, Notre Dame, Indiana (1844) (Hermanas de Santa Cruz)
- St. Edward's University, Austin, Texas (1878)
- Universidad de Portland, Portland, Oregon (1901)
- Our Lady of Holy Cross College, Nueva Orleans, Luisiana (1916) (Marianitas de Santa Cruz)
- King's College, Wilkes-Barre, Pennsylvania (1946)
- Stonehill College, Easton, Massachusetts (1948)
- Holy Cross College, Notre Dame, Indiana (1966)

### Escuelas Secundarias

#### Bangladés
- Saint Placid's High School, Chittagong, Bangladés (1853)
- Saint Gregory's High School, Daca, Bangladés (1881)
- Holy Cross High School, Daca, Bangladés (1912)
- Saint Nicholas High School, Nagori, Bangladés (1920)
- Biroidakuni High School, Mymensingh, Bangladés (1941)
- Brother Andre High School, Noakhali, Bangladés (1940)
- Mariam Ashram High School, Chittagong, Bangladés (1946)
- Notre Dame College, Daca, Bangladés (1949)
- Holy Cross College, Daca, Bangladés (1950) Sisters of the Holy Cross
- Holy Cross Girls' High School, Daca, Bangladés (1950) Sisters of the Holy Cross
- Udayan High School, Barisal, Bangladés (1952)
- Saint Joseph Higher Secondary School, Daca, Bangladés (1954)
- Saint Joseph School of Industrial Trades, Daca, Bangladés (1954)

#### Brasil
- Colegio Santa Maria, São Paulo, Brasil (1947) Hermanas de Santa Cruz
- Colegio Dom Amando, Santarém, Brasil (1966)
- Colegio Notre Dame, Campinas, Brasil (1968)
- Colegio Santa Cruz, São Paulo, Brasil (1989)

#### Canadá

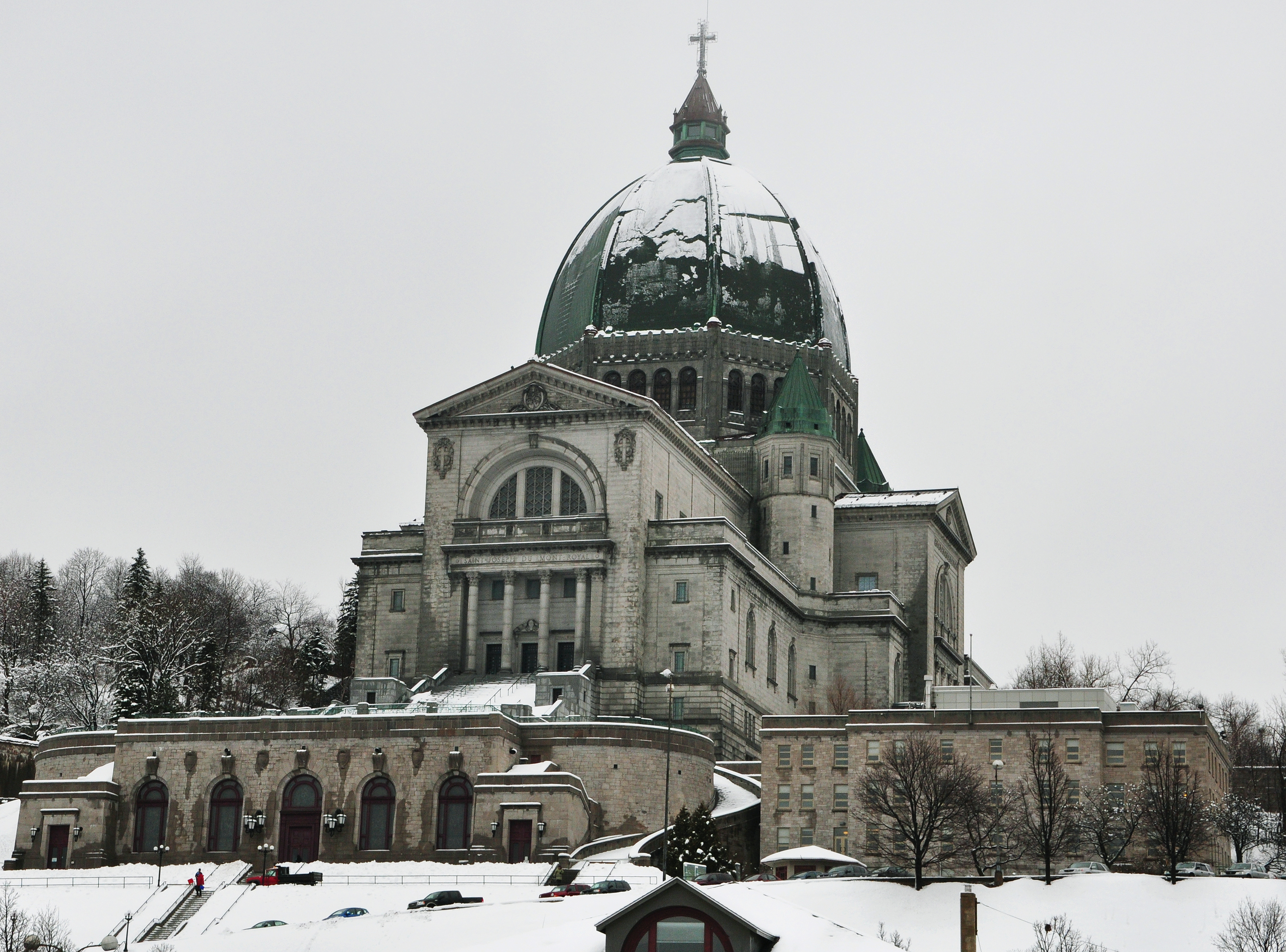
St. Joseph's Oratory in Montreal, Quebec, Canadá.

- Collège Notre-Dame du Sacré-Coeur, Montreal, Quebec, Canadá (1861)
- Notre Dame College School, Welland, Ontario, Canadá
- Holy Cross Catholic Secondary School, St. Catharines, Ontario
- Saint Joseph's Oratory, Montreal, Quebec, Canadá

#### Chile
- Saint George's College, Santiago, Chile (1943)
- Colegio Nuestra Señora de Andacollo, Santiago, Chile (1975)

#### Inglaterra
- The Holy Cross Catholic Girls School (New Malden, Londres, Inglaterra)

#### Francia
- Saint-Michel de Picpus, París. Francia
- Notre Dame d'Orveau Ecole, Nyoiseau, Francia

#### Ghana
- St. Augustine's College, Cape Coast, Ghana
- St John's Secondary School, Sekondi Takoradi, Ghana

#### Haití
- Notre Dame College, Cabo Haitiano, Haití (1904)
- École Père Pérard, Plaisance, Haití
- École Père Joseph Lepévédic, Limbé, Haití

#### India
- Holy Cross Matriculation Higher Secondary School www.salemholycross.org Archivado el 27 de marzo de 2010 en Wayback Machine. , Salem, India (1965)
- Notre Dame of Holy Cross School [CBSE ], Gundukallur, Salem, Tamil Nadu, India. [2008]
- Holy Cross School, Whitefield, Bangalore, India
- Holy Cross School, Agartala, India (1970)
- Jeevan Jyothi Technical Institute, Honavar, India
- Holy Cross School, Mizoram, India
- Holy Cross School, Trichy, TN (2002) * Holy Cross School, Aymanam, Kerala (2003)
- Holy Cross School, Ghanpur, AP (2003) []
- St Louis School, Dahisar, Bombay (2002)

Abhayadhama, Human Development Centre, Whitefield, Bangalore, Karnataka (1976)

#### Liberia
- St. Patrick's High School, Liberia

#### Uganda
- Holy Cross Lake View Senior Secondary School (Wanyange), Jinja District (1993)

#### Estados Unidos
- Holy Cross High School, Nueva Orleans, Louisiana (1849)
- Academy of the Holy Cross, Kensington, Maryland (1868) Hermanas de Santa Cruz
- Holy Trinity High School, Chicago, Illinois (1910)
- Notre Dame High School, West Haven, Connecticut (1946)
- Gilmour Academy, Gates Mills, Ohio (1946)
- Notre Dame High School, Sherman Oaks, California (1947)
- St. Edward High School, Lakewood, Ohio, (1949)
- Holy Family High School, Port Allen, Louisiana (1949) Marianitas de Santa Cruz
- Archbishop Hoban High School, Akron, Ohio (1953)
- St. Francis High School, Mountain View, California (1955)
- Holy Cross High School, Flushing, Nueva York (1955)
- Holy Cross High School, San Antonio, Texas (1957)
- St. Edmond's Academy, Wilmington, Delaware (1959)
- Bishop McNamara High School, Forestville, Maryland, (1964)
- Moreau Catholic High School, Hayward, California (1965)
- Holy Cross High School, Waterbury, Connecticut (1968)
- Notre Dame High School, Portsmouth, Ohio

### Escuelas Primarias

#### Uganda
- Holy Cross Primary School (Bugembe), Jinja District
- Saint Andrew's Primary School (Wanyange), Jinja District
- Saint Jude's Primary School, Jinja District

### Parroquias

#### Canadá
Oratorio de San José

#### Chile
- Parroquia San Roque (Peñalolén) (1949), incluyendo Capilla San Carlos de Peñalolén
- Parroquia Nuestra Señora de Andacollo (Santiago de Chile) (1977)
- Parroquia Nuestra Señora de la Merced, Calle Larga (1989)

#### Estados Unidos
- Christ the King Parish, South Bend, Indiana (1933)
- Holy Cross Parish (1929) y St. Stanislaus Parish (1899), South Bend, Indiana
- Holy Cross Parish, South Easton, Massachusetts (1967)
- Holy Redeemer Parish, Portland, Oregon (2002)
- Sacred Heart Parish, Colorado Springs, Colorado (1984)
- Sacred Heart Parish, Notre Dame, Indiana (1842)
- St. Adalbert Parish, South Bend (2003) y St. Casimir Parish, South Bend, Indiana (1897)
- St. Ignatius Martyr Parish, Austin, Texas (1938)
- St. John Vianney Parish, Goodyear, Arizona (1981)
- St. Joseph Parish, South Bend, Indiana (1853)
- St. André Bessette Parish, Portland, Oregon (2001)

#### México
- Parroquia Nuestra Madre de la Luz, Monterrey, Nuevo León (1996)

#### Perú
- Parroquia El Señor de la Esperanza, Canto Grande, Lima
- Fe y Alegría 25, Canto Grande, Lima
- INFAM
- Apostolado del Rosario en Familia
- Poloclinico Hermano Andrés
- Yancana Huasy
- Centro Patricio Peyton

### Otros Ministerios
- Ave Maria Press